# Южно-Сахалінськ (аеропорт)
Хомутово  (рос. Аэропорт Южно-Сахалинск, IATA: UUS, ICAO: UHSS) - аеропорт міста Южно-Сахалінськ, розташований за 8 кілометрів від міста. Аеропорт є найбільшим в Сахалінській області.

## Історія
Історія аеропорту почалася у 1945. У жовтні 1945, почалися регулярні перельоти з Хабаровська до Южно-Сахалінська. У другій половині 1950-х років в авіаційний загін надходять літаки Іл-14, які здійснювали рейси до Хабаровська, Оху, Кіровське та інші міста. Також надійшли вертольоти Мі-1 і Мі-4. У 1964 був введено в дію Хомутовське летовище, що значно розширило можливості авіаперевезень. З'явилася можливість приймати літаки Ан-10 та Іл-18 - їх використання в регулярних рейсах дозволило значно скоротити час перельоту на материк. У 1970-х і першій половині 1980-х років парк повітряних суден авіазагону мав у своєму складі літаки Ан-2, Ан-24, Іл-14, вертольоти Мі-1, Мі-2, Мі-4, Мі-8. В 1985, аеродром було підготовлено для прийому літаків Ту-154.
в 1990, аеропорт став міжнародним.

## Авіакомпанії та напрямки, листопад 2020

### Пасажирські
| Авіакомпанія     | Пункт призначення |
| ---------------- | --- |
| Aeroflot         | Москва–Шереметьєво |
| Аврора           | Благовєщенськ, Ітуруп, Хабаровськ, Оха, Петропавловськ-Камчатський, Тітосе, Сеул-Інчхон, Шахтьорськ, Токіо-Наріта, Владивосток, Южно-Курильськ |
| Azur Air         | Сезонний чартер: Камрань, Паттайя |
| Pegas Fly        | Хабаровськ Чартер: Камрань, Крабі, Пхукет |
| Rossiya Airlines | Москва-Шереметьєво |
| S7 Airlines      | Іркутськ, Новосибірськ, Владивосток |
| Yakutia Airlines | Сезонні: Хабаровськ, Токіо-Наріта, Якутськ |

### Вантажні
| Авіакомпанія | Пункт призначення |
| ------------ | ----------------- |
| Air Incheon  | Сеул-Інчхон       |

## Статистика
| рік                      | 2008 | 2009 | 2010 | 2011 | 2012 | 2013 | 2014 | 2015 | 2016 | 2017 |
| Пассажирообіг, тис. пас. | 663  | 630  | 749  | 773  | 835  | 852  | 854  | 849  | 940  | 985  |